# Monte Sinabung
Monte Sinabung (Indonésio:Gunung Sinabung) é um estratovulcão de andesito e dacito do Pleistoceno - Holoceno  , situado no planalto de Karo, na regência de Karo, província da Sumatra do Norte, Indonésia. As suas encostas estão cobertas por muitas escoadas de lava. Várias fumarolas foram vistas no cume em 1912, mas não foram registadas erupções históricas até à erupção da madrugada de 29 de Agosto de 2010.

## Erupção de Agosto de 2010
O vulcão encontrava-se inativo há muitos anos, tendo a última erupção ocorrido em 1600. As cinzas foram lançadas na atmosfera a uma altitude de 1,5 km e foi vista lava fluindo da cratera.
Foi relatado que as autoridades indonésias evacuaram pelo menos 18 000 pessoas da região agrícola em que se situa o vulcão. Apesar de aparentemente a atividade estar a diminuir, o chefe do centro de vulcanologia da Indonésia afirmou que o vulcão continuaria sob o mais elevado nível de vigilância, uma vez que os cientistas têm pouco conhecimento sobre os seus padrões eruptivos.
As povoações mais próximas do vulcão são Kabanjahe e Berastagi; não ocorreram perturbações nos serviços de transporte aéreo no aeroporto regional em Medan, o Aeroporto Internacional Polonia e somente a morte de uma pessoa foi registrada, devido a problemas respiratórios.

## Erupção de Agosto de 2013
O vulcão volta a entrar em erupção por volta da meia-noite do dia 29 de agosto de 2013, lançando ao ar cinza e fumaça. Milhares de pessoas tiveram de evacuar a região num raio de 3 quilômetros ao redor do vulcão.
Dezesseis pessoas morreram em fevereiro de 2014, na sequência da erupção vulcânica do Sinabung.
Mais de 25 mil pessoas tiveram que ser retiradas entre 2013 e 2014 pelas repetidas erupções de lava, pedras e cinza, das quais ainda aproximadamente 2.000 permanecem em abrigos temporários até junho de 2015.

## Erupção de junho de 2019
Em 9 de junho de 2019 o vulcão entrou novamente em erupção. Uma coluna de cinzas chegou a atingir 7 mil metros de altura.

## Erupção de agosto de 2020
Em 10 de agosto de 2020 houve nova erupção, sendo lançada uma coluna de cinzas de mais de 5 mil metros de altura, após duas pequenas erupções nos dias anteriores. As cinzas cobriram parte do norte da ilha de Sumatra. 